# アンジェリカ (タレント)
アンジェリカ（1985年12月26日 - ）は、日本のタレント、シンガーソングライター。神奈川県鎌倉市生まれ。身長156 cm。B型。少女時代、美空ひばりのマネージャーにスカウトされ、ドラマ「暴れん坊将軍9」のゲストである柳瀬美鈴役として子役デビュー。
2013年日本クラウンから日本コロムビアに移籍。
これまでに1000件以上のホテル・旅館・温泉のリポート、世界40ヶ国以上を旅している。

## 経歴
生後間もなく赤ちゃんモデルとなる。リカちゃん人形のTVコマーシャルに出演。1997年から2000年まで「横浜ドリームランド」のイメージガール「RIKAちゃん」として、TVコマーシャル、パンフレット、チケット、園内イベントのミュージカル、等に主演。
1999年 テレビ朝日系列ドラマ「暴れん坊将軍」第33話「辻斬り必殺剣の秘密!?幻の御前試合」（監督:村川透）のゲスト主演（柳瀬美鈴役）として、子役「本田りか」名義でデビュー。
1999年頃 大船「ホテルKOYO」 吊り広告モデルに登場。
多数のテレビコマーシャルに出演。
その後も、TV・ラジオ・雑誌などで、女優・タレント・パーソナリティーとして活動。
2006年「アスタ・ラ・ビスタまた明日」（クレジット：大前あつみ&サザンクロス＋アンジェリカ)
12歳から19歳までの作品を集めたファーストアルバム「1st step」発売。
2008年2月23日～24日 「Musical in Tokyo Vol.3 『ダウンタウンエンジェル』」(シアターアプル)出演。
2008年5月1日～7月31日 ポッドキャストラジオ「アンジェリカの天使の裏」配信。
2008年後半よりシンガーソングライターとしての活動を本格化し、12月23日にダウンロード限定シングルみんな誰かの運命の人、Happy Contractを配信開始。
2009年5月9日 高田馬場「Live Cafe "mono"」にて、ライヴ出演。引き続き2009年6月26日から定例のライヴを開始。音楽祭などに出演。
2010年 デジタル写真集『ドーナツ浮き輪でシロップの海を泳ぐのですIN HAWAII』発売。
2011年 CD＋豪華DVDミニアルバム「五線譜の天使」をリリース。
YouTubeでPVが公開されると一夜にして5000回以上の再生回数を記録。
ダンス経験が豊富なのにもかかわらず「プライドを捨てて踊った」、独得のゆるかわと称される奇妙なダンスが注目を集めている。
2012年5月25日シングル 見上げる空はひとつ2012年5月25日発売（作詞・作曲 アンジェリカ）。
ちばテレビ「シュウチャンのお気楽道中」テレビ埼玉 「よかにせどん de DON」エンディングテーマ。
カラオケ DAM選曲番号：2362-25 JOYSOUND 選曲番号：197176 UGA選曲番号：4916-14
2012年8月1日シングル「思い出のパーツ」c/w「MeltingMoments～愛は量り売り～ (作詞・作曲: アンジェリカ)。
ちばテレビ「シュウチャンのお気楽道中」テレビ埼玉 「よかにせどん de DON」エンディングテーマ
山野楽器等、各地のCDショップのウィークリーチャートで4位。
2012年8月14日放送 NHK BSプレミアム「桃源紀行 七つの幸せ“鎌倉編”」レポーター、ナレーターを担当。
2013年日本クラウンから日本コロムビアに移籍。
2013年1月31日放送 NHK BS プレミアム「桃源紀行 七つの幸せ」レポーター、ナレーターを担当。
番組内で書いていた譜面、歌唱した曲は「思い出のパーツ」。
2013年2月15日放送 J:COM 「夕なび」ゲスト出演。
2008年4月15日〜テレビ埼玉「アンジェリカとよかにせどんの旅物語」レギュラ番組スタート。
2014年8月7日〜 チバテレビ 「旅うた杏樹璃香」レギュラ番組スタート。 別名義でのシングルも発売。
2014年9月21日放送 BS朝日 「新・平成歌謡塾」ゲスト出演。
2014年12月　歌う『“戦場のメリークリスマス”』（作詞：アンジェリカ、作曲：坂本龍一）を皮切りにクラシックやトラディショナル・ミュージックに歌詞を書き下ろしたクラシカル・クロスオーバー作品や森山直太朗のさくら、山下達郎のクリスマス・イブほか、カバー作品、アルバム『スタジオジブリ❤️アンジェリカ』等さまざまな作品を発表し続けている。

## 人物

### 名前
アンジェリカ (angelica) の名前は、ギリシャ語で天使の意味。
両親は共に帰国子女である。
杏樹璃香の名前は日本コロムビアのプロデューサーが、別名義でいいから演歌を歌って欲しいと、自宅まで説得しに押し掛け、演歌を歌う際にはアンジェリカではなく漢字名義にしたと番組で明かしている。

### 特徴
「小柄な箱入り娘」その反動から世界を旅する人生になったとも語っている。
小顔で目が大きく「未だに子役顔」。
子供のころから読書が趣味だったが、書斎にこもりがちなのは不健康と思い、できるだけカフェや公園で読むよう心がけている。また曲も海の見える公園などで書いている。
さまざまな声色を持っており、ポッドキャストラジオ「アンジェリカの天使の裏」では、アニメ声から低い含み笑いまで聞くことができる。同番組で、声はその時の気分によって色々に変わる、と本人が説明している。

### 性格
明るく社交的である。人と話をするのが好きだが、自身でも『ブラック』と表現するように、時としてぞんざいな言葉を使ってみたり、ブラックジョークを言う事もあるようである。しかし悪気はなく、現場の雰囲気を和やかにしている。
まめな性格で、ブログは自分自身で毎日数件の記事を写真付きで掲載。2008年は、4月14日の開設以来、5月までの無更新日は9回のみで、2008年6月1日から2009年10月10日までは毎日欠かさずに更新している。ブログ記事読者の多種多様なコメントに対して逐一、当意即妙なコメントを短時間のうちに返しているように、頭の回転も早い。
情熱的・行動的な側面もあり、ヘリコプターからの夜景の美しさに感激して「免許取りたい」と言い出し、友人に説得され「来世まで待つ」と諦めた、とのエピソードもある。
「高いところが好き」。
その他、座右の銘は「棚からぼたもち」・「生きてるだけで丸儲け」、好きな言葉は「ひとまかせ」、自身の印象は「カラフル」。
好きな異性のタイプは、穏やかな人。等身大で生きている人と番組で語り、ポイントを貯めたり、クーポン券を使用する男性について言及され、「カッコイイと思う」・「堅実的で素敵」と述べている。

### 趣味
「音楽、作詞、写真、美しいものを眺める事」と紹介されている。
「写真」はデジタルカメラと携帯電話を併用し、作品の一部は自身のブログで見ることが出来る。
「美しいものを眺める事」は、自身のブログで「キラキラしたものが好き」と言う通り、東京都心などのイルミネーションを撮影して紹介している。特にLEDが大好きで、青色LED発明者の一人である中村修二に対し、尊敬の念を述べている。
好きな音楽は、クラシック、ケルト音楽からエレクトロニカ、ロックまで幅広く、楽器はピアノ、ヴァイオリンを得意としている。

### 特技
料理、ダンス (バレエ/ベリーダンス/ジャズダンス/日本舞踊)、乗馬、太極拳、ヴァイオリン、バトントワリング、ものまね、と紹介されている。

### トーク
ライヴステージを自ら「トークショー」と称するほど、MCを得意としている。本人が真面目に話していても客席の笑いを誘うため、「お笑いライヴ」とも言っている。「目指すは『女・高田純次』」との言もある。

#### スポーツ
「競わないで済むものが好き」とブログで述べている。ゴルフは番組でいきなりコースを回った腕前である。また時々、乗馬をしている模様。
逆に不得意なのは水泳で、ブログやラジオで「カナヅチ」と自認している。
F1などモータースポーツが好きで、サーキットでも度々目撃されている。

#### 旅行
テレビ番組のレポーターとして、世界40ヶ国以上、毎月のように、各地の温泉旅館にも出掛けている。なお番組では入浴シーンも放送されるが、肌の露出はきわめて控え目で、必ずバスタオルを着用している。ポッドキャストラジオ「アンジェリカの天使の裏」では、撮影中にバスタオルが外れない裏技も紹介している。

### 嗜好

#### 食事
魚介類が好きとブログでコメントしている。特に、美しいものを美味しく頂くのが好きなようで、テレビ取材が多いためもあるが、「お友達のフグさん」と表現しているほどに、ふぐ刺しや活け作りなどは、ブログでも登場する機会が多い。

#### ドリンク
自身のブログによれば、普段好んで飲むのはペリエやジンジャエールなど。ペリエは冷蔵庫に常備しているとも述べている。
アルコール類はほとんど飲めず、下戸と告白。2008年12月4日のアメーバブログGGのクリスマスパーティで、ウェルカムドリンクをジュースと勘違いし、ふらふらになった経験を告白している。
コアなファンが、定期的に送っているシャンパンを、『お友達のヴーヴ・クリコさん』と表現し、ブログで紹介した事がある。しかし、全てお風呂に入れているとの疑惑をもたれている。

#### 甘味
アンコが好き。親しい友人には「アン子」と呼ばれているため、アンコを食べるたびに「共食い」と、はやされるそうである。

### 好きな人物
チャイコフスキーヘンデル、バッハ、ヴィヴァルディといったクラシック音楽の人物を始め、主に海外の音楽家が好みである。

## 活動

### テレビ

#### 放送中
関東地区のテレビ局の下記番組のメインキャスター。番組中のミニドラマ「宇宙星人アンちゃん」にも主演している。
- tvk 「主役はYOU・友・遊」第1火曜日11:00～
- ちばテレビ 「よかにせどん de DON」第1・第3土曜日12:00～
- テレビ埼玉 「よかにせどん de DON」第2土曜日10:00～
- テレビ埼玉 「シュウチャンのお気楽道中」
- テレビ埼玉 「アンジェリカとよかにせどんの旅物語」第2土曜日10:00～

#### 放送終了
- テレビ東京 「日曜ビッグスペシャル」 レポーター （時期不明）
- tvk 「HAMA大国」 レポーター（時期不明、横浜ドリームランドの紹介）
- テレビ愛知 「占い探偵QW」 2007年10月期の連続ミニドラマ （アンジェリカ役）
- テレビ埼玉 「おはようSUN3」 （2009年3月、メインキャスター）
- テレビ埼玉 「アンジェリカフェへようこそ!」
- TBS 「ジャスト」
- テレビ埼玉 「よかにせどん de DON」
- ちばテレビ 「よかにせどん de DON」
- ちばテレビ 「シュウチャンのお気楽道中」
- NHK BSプレミアム「桃源紀行 七つの幸せ“鎌倉編”」（レポーター、ナレーターを担当）。
- BS朝日 「新・平成歌謡塾」
- 歌謡ポップスチャンネル

### 雑誌
- テレビガイド
- CDデータ
- なかよし
- KERA
- Lightning
- 月刊カラオケファン
- 唄の手帳

### 新聞
- 内外タイムス
- 神奈川新聞

### ラジオ
- レディオ湘南 「アンジェリカの見上げる空はひとつ」（2013年4月スタート）
- レディオ湘南 「大森うたえもんとアンジェリカのお元気ですか？」(時期不明)
- ラジオ日本 「敏と直樹と丈二のガッツリナイト」内
ラジオドラマ『エクソシスト事務所』 FILE48「ひな人形の願い」ゲスト主演 奈緒美役 （2008年3月7日）
- かまくらFM 「angelicaのとびっきりの週末」 （時期不明）
- ソフトフォーカス ポッドキャストラジオ 「アンジェリカの天使の裏」
2008年5月1日～7月31日、全14回 （現在[いつ?]も聴取可能）

### 音楽
- シングル 「今夜はついてる」発売
- シングル 「かぐわしく生きる命」発売　(作詞・作曲: アンジェリカ)
- シングル 「思い出のパーツ」c/w「MeltingMoments～愛は量り売り～ (作詞・作曲: アンジェリカ)

ちばテレビ「シュウチャンのお気楽道中」テレビ埼玉 「よかにせどん de DON」エンディングテーマ

2012年8月1日発売。6月13日よりiTunesから先行配信開始
- シングル 「見上げる空はひとつ」2012年5月25日発売（作詞・作曲 アンジェリカ）

ちばテレビ「シュウチャンのお気楽道中」テレビ埼玉 「よかにせどん de DON」エンディングテーマ

カラオケ DAM選曲番号：2362-25 JOYSOUND 選曲番号：197176 UGA選曲番号：4916-14
- ミニアルバム「五線譜の天使」 (CD＋PVとスペシャルコメントや自身の描いた絵本の朗読を収録したDVDの二枚組ミニアルバム）
  - 話したくなる秘密 (作詞・作曲: アンジェリカ) カラオケ 曲番号：198357
  - みせかけの果実 (作詞・作曲: アンジェリカ)
  - 五線譜の天使 (作詞・作曲: アンジェリカ)
  - 「にげるおかず」 (一人8役を演じた朗読)
  - 話したくなる秘密～Instrumental～
  - みせかけの果実～Instrumental～
  - 五線譜の天使～Instrumental～
  - AN Radio～Bonus track～ (フリートーク)
- DVD
  - 話したくなる秘密PV
  - スペシャルコメントPV
  - みせかけの果実PV
  - スペシャルコメント
  - 五線譜の天使PV
  - スペシャルコメント
- アスタ・ラ・ビスタまた明日 (クレジット:大前あつみ&サザンクロス＋アンジェリカ)
2006年6月7日発売、レーベル: 日本クラウン CRCN-993
  - アスタ・ラ・ビスタまた明日 (作詞: 北川和久、作曲: 伴謙介、編曲: 川端マモル)
  - ラブリー銀座 (作詞・作曲: 伴謙介、編曲: 川端マモル)
- 1st step (12歳から19歳までの作品を集めたソロ・ファーストアルバム)
2006年7月1日発売、レーベル: エンジェル AA001-07
  - おねがいPrince! (作詞・作曲: アンジェリカ、編曲: CHA-CHA)
カラオケ UGA 曲番号4951-06
  - 夢の国のアリス (作詞・作曲: アンジェリカ)
  - 恋の保険 (作詞・作曲: アンジェリカ)
  - 流れ星みつけなくても叶う夢 (作詞・作曲: アンジェリカ)
  - 誘惑のしらべ (作詞・作曲: アンジェリカ)
  - 起爆剤 (作詞・作曲: アンジェリカ)
  - 体温 (作詞・作曲: アンジェリカ)
  - You just wait (作詞: アンジェリカ、作曲: Shuichi Honda)
  - 私はアクセサリー (作詞・作曲: アンジェリカ)
  - Last Kiss (作詞・作曲: アンジェリカ)
舞台『ダウンタウンエンジェル』挿入歌
- みんな誰かの運命の人 (作詞・作曲: アンジェリカ)
2008年12月23日配信開始、レーベル: KIZUNA JAPAN
- Happy Contract (作詞・作曲: アンジェリカ)
2008年12月23日配信開始、レーベル: KIZUNA JAPAN

### 舞台・ライブ
- Musical in Tokyo Vol.3 『ダウンタウンエンジェル』（シアターアプル）ルーシーマーベル役
2008年2月23日～24日 (挿入歌:"Last kiss")
  - ライヴ in 藤沢 DRAGON 2008年12月29日
- SOUND JUNCTION (高田馬場「Live Cafe "mono"」) 2009年5月9日
- アンジェリカのmono好き100% (高田馬場「Live Cafe "mono"」) テレビ収録ライヴ
2009年6月26日、7月30日、8月31日
- 江の島音楽祭 (江の島アイランドスパ・ドラゴン広場) 2009年9月21日、第6回の2日目オープニングステージを担当
- 新宿Pink-Champagne Presents
- 江の島音楽祭 2011年 第8回 江の島音楽祭 東北地方太平洋沖地震「東北関東大震災」復興支援チャリティコンサート
  - 総合司会を務める他、アーティストとしても出演 （会場：神奈川県立かながわ女性センター）
- 県立湘南海岸公園サーフビレッジライヴ 5月22日
- 伊勢崎CROSS STREET東日本大震災被災地支援CS土日ライブ 5月8日
- 3月18日 日本大震災被災地支援CS土日ライブ 会場：伊勢佐木町クロスストリート
- 3月24日-3月25日 日本NPO法人国際芸術学会コンサート2DAYS
- 5月26日-5月27日 日本NPO法人国際芸術学会コンサート ゲスト畠山みどり
- 7月16日 横浜大さん橋国際線ターミナルくじらのおなかコンサート

### 写真集
2010年4月30日発売（デジタル写真集）
「ドーナッツの浮き輪でシロップの海を泳ぐのです♪in Hawaii 」
全編ハワイ撮りおろしの初デジタル写真集

### 執筆
- 「アンジェリカ・ブログ」 (teacupブログ内、更新停止アーカイブのみ、正確な開始時期は不明)
2006年2月9日～2008年4月14日
- 「アンジェリカオフィシャルブログ 寝てもさめても夢の中 powered by Ameba」
上記ブログから移転する形で2008年4月14日公開開始、2008年11月26日からオフィシャルブログ化